# A Era do Acesso
The Age of Acess (publicado A Era do Acesso em Portugal) é um livro de Jeremy Rifkin no qual ele aponta que economia atual está a caminho de uma transição da posse: da propriedade para o acesso just-in-time de bens e serviços.
Ele alega que as pessoas, cada vez mais, vão pagar pelo acesso a bens e serviços, sejam eles informações, entretenimento, hardware, softwares ou eletrônicos. Nesta sociedade do acesso, caracterizada por atualizações, inovações e customizações em um ritmo cada vez maior, os ciclos de vida dos produtos são cada vez mais curtos, tornando os bens obsoletos cada vez mais rapidamente. 
O autor também ressalta que as empresas estão terceirizando suas atividades, reduzindo estoques, alugando equipamentos, vendendo ou alugando imóveis.

## Tese
Ter propriedades, na era do acesso, torna-se então muito oneroso e trabalhoso, portanto, compra-se o direito de usar um bem ou uma experiência por um tempo determinado. 
Emerge uma era onde se paga por redes de acesso a experiências (as músicas que queremos, as informações que desejamos, as experiências de lazer, cultura e entretenimento). A população gasta tanto no acesso de experiências culturais quanto na aquisição de bens materiais 
Os avanços tecnológicos e o advento do acesso tornaram possível uma nova forma de conduzir os negócios, a “abordagem em rede” à vida econômica.
Uma das maiores transformações foi a mudança do comércio primário do espaço geográfico para o ciberespaço. Enquanto na economia baseada no espaço geográfico os vendedores e compradores trocam bens e serviços, onde a meta é transferir a propriedade; no ciberespaço, servidores e clientes (fornecedores e usuários) trocam informações - onde a meta é fornecer acesso.
Mais do que nunca toda essa revolução (tecnológica e de comunicações) causada pela Era do Acesso não poderia deixar de causar grandes mudanças no comportamento das novas gerações. Uma geração para a qual o acesso já é uma forma de vida, onde estar conectado é mais importante do que a propriedade. 
Neste contexto, Rifkin também escreve sobre como as empresas podem aproveitar melhor o conceito de “lifetime value”.  O acesso é algo fundamental para as empresas de hoje, estar conectada significa romper a fronteira das paredes. 
Os escritórios têm cada vez menos paredes e divisões, pois em tempos onde a informação é primordial para uma empresa, é importante que seus funcionários tenham contato, troquem informações. 
O uso cada vez menor de papel. Cada vez mais tudo é armazenado em computadores. O escritório sem papel ainda não existe, mas sempre foi muito comum empresas terem grandes depósitos para armazenar seus estoques. 
As lojas virtuais possuem custos bem reduzidos, visto que seus gastos com instalações são muito menores que uma loja normal, e possuem pouco ou nenhum estoque. 
Juntamente com o avanço da Era do Acesso, o dinheiro, em sua forma material, também está sumindo. Cada vez mais transações financeiras e pagamentos cotidianos na vida das pessoas são feitos de forma eletrônica. O dinheiro agora não tem peso, cor, tamanho, é apenas uma imagem.
Com a desmaterialização do dinheiro ocorreram o declínio da poupança e o aumento da dívida pessoal. 
Os produtos mais leves, com ciclos de vida menores, miniaturização, redução dos imóveis, estoques just-in-time, leasing e a terceirização são evidências da desvalorização do mundo material. O que importa hoje são as informações, as ideias.
Ideias na forma de patentes, direitos autorais, marcas registradas, segredos comerciais e relacionamentos estão sendo utilizadas para construir um novo poder econômico composto de mega-fornecedores no controle de amplas redes de usuários.
A era do acesso e dos serviços
Durante a primeira fase do capitalismo industrial, os bens que antes eram feitos em casa gradualmente passaram a ser produzidos em fábricas. Pela primeira vez, trabalhadores começaram a usar seus novos salários ganhos nas fábricas para comprar. A produção em massa de bens materiais dominou a economia capitalista nos Estados Unidos do final do século XIX até meados do século XX.
As mulheres começaram a entrar no mercado de trabalho, então as atividades que elas realizavam normalmente em casa como cuidar dos filhos, preparação de refeições, cuidados com a saúde, cortes de cabelo e outras, foram transferidas para o mercado, sendo pagas como serviço.
Nessa nova era de serviços, em vez de pensar os produtos como itens fixos com especificações determinadas e um valor de vendas em um determinado momento, as empresas agora pensam em si como plataformas para melhorias e serviços de valor agregado. 
O objetivo das empresas hoje, nessa economia em que serviços são o foco principal, não é vender um produto por vez ao máximo de clientes possível, e sim estabelecer um laço de longo prazo com o cliente. Especialistas em marketing indicam que todo cliente possui um LTV, lifetime value (valor ao longo da vida). O que é realmente objetivado é o potencial para toda a experiência de vida de uma pessoa se transformar em commodity.